# PERP
PERP‏ (PERP, TP53 apoptosis effector) هوَ بروتين يُشَفر بواسطة جين PERP في الإنسان.